# Bobrîk, Vradiivka
Bobrîk (în ucraineană Бобрик) este un sat în comuna Velîkovesele din raionul Vradiivka, regiunea Mîkolaiiv, Ucraina.

## Demografie
Componența lingvistică a localității Bobrîk
     Ucraineană (79,53%)
     Română (18,71%)
     Rusă (1,75%)
Conform recensământului din 2001, majoritatea populației localității Bobrîk era vorbitoare de ucraineană (79,53%), existând în minoritate și vorbitori de română (18,71%) și rusă (1,75%).